# ŽORK Napredak Kruševac
Le ZORK Napredak Krusevac est un club serbe de handball féminin basé à Kruševac.

## Palmarès
- Vainqueur de la Coupe des Villes en 1999[1]